# Tulasnella bourdotii
Tulasnella bourdotii är en svampart som beskrevs av Jülich 1982. Tulasnella bourdotii ingår i släktet Tulasnella och familjen Tulasnellaceae.   Inga underarter finns listade i Catalogue of Life.